# Torri di via Cavalca
Via Cavalca è una strada del centro storico di Pisa dove sono ancora presenti alcune torri medievali e le vestigia di altri edifici antichi.

## N. 15
Al n. 15-19, angolo col vicolo del Porton Rosso, si trova un casamento con mattoni a vista che rivela la antichità nella struttura ampia e complessa della costruzione. Su una base di piedritti nella pietra grigia locale, il verrucano, sono impostati due alti archi di scarico a sesto leggermente acuto (con estradosso al secondo piano), che costituivano la base portante dell'edificio. Si notano ancora finestre tamponate, oggi sostituite da aperture più convenzionali probabilmente aperte nel Settecento.

## N. 21-27
Al n. 21-27 si trova un complesso piuttosto alto (quattro piani) che ingloba due torri antiche. La muratura a vista rivela la complessa storia dell'edificio: la più antica torre d'angolo (XII secolo) ha i piedritti sugli spigoli, nella forte pietra verrucana tagliata a bozze squadrate, ed erano la base per degli archi di scarico che sostenevano la struttura; gli archi veri e propri però non esistono più in quanto vennero demoliti con la scapitozzatura della torre (abbattimento dei piani superiori) e ricostruiti più in basso, al livello del primo e del secondo piano, in mattoni; solo in epoca successiva (XIV-XV secolo) la torre venne di nuovo innalzata, con la creazione degli ultimi due piani con pietra e mattoni. Sono presenti anche alcune architravi di forma pentagonale, usate come alternativa più semplici agli archi, le quali denotano l'antichità dell'edificio. La torre di destra risale invece al XII secolo, con resti di pilastri litici. Vi sono varie buche pontaie alle quali probabilmente corrispondevano dei ballatoi lignei esterni, e che probabilmente già in antico univano le due torri.

## N. 30
La torre al n. 30, angolo Vicolo Quarantotti, è un esempio tipico della tipologia più diffusa di casetorri costruite tra il XII e il XIII secolo. Anche questa torre si caratterizza come impostata su piedritti angolari che culminano in un grande arco di scarico: questa struttura base, ben visibile in facciata, è costruita in pietra verrucana, con conci ben squadrati, mentre le altre parti sono oggi coperte da intonaco, ma probabilmente riempite da mattoni e altro materiale laterizio. Alcune aperture sul vicolo sono coperte da un architrave appoggiata su due mensoline laterali dal disegno modanato (incurvato).

## N. 32
La stretta e alta torre situata in angolo tra il numero 32 e il Vicolo Quarantotti si presenta a pianta rettangolare e la sua posizione ad angolo tra due strade ne testimonia l'importanza. Risale al XII o XIII secolo e presenta un alto arco di scarico visibile nei profili delle pietre in facciata, dall'insolito disegno molto acuto e con i punti di appoggio sporgenti sull'interno. Al piano superiore si nota anche un'antica finestra chiusa da un archetto a tutto sesto, oggi tamponata, come d'altronde tutte le altre antiche aperture ormai sostituite da finestre non in squadra con l'antica disposizione delle pietre. I conci sono particolarmente ben squadrati e intervallati regolarmente da buche pontaie.

## N. 33
Al n. 33, angolo via del Tidi 28, si trovano i resti di una casa torre risalenti al XIII secolo. L'edificio, che denota vari rifacimenti nella disposizione delle pietre, visibili sulle pareti esterne, a partire da una struttura base con alto arco di scarico al livello del calpestio dell'attuale terzo piano (anche se non è più in squadra per un successivo innalzamento di metà piano con la conseguente redistribuzione degli ambienti e dei soffitti). L'arcone è a sesto acuto, realizzato con pietra verrucana, mentre ai piani inferiori si notano alcuni archi ribassati in mattoni che sostenevano il pavimento dei piani. Dal lato su Via Cavalca, leggermente angolato forse per seguire l'andamento della strada, lo spazio tra gli archi è oggi coperto da intonaco.

## Torre del Campano
La Torre del Campano è una delle meglio conservate di Pisa. Si eleva alta e stretta per cinque solai e presenta ancora la cella campanaria che le dà il nome, da quando scandiva le ore della giornata di studio per la vicina università.

## N. 54
L'edificio al n. 54 si riconosce come casa torre solo dai resti di due grandi alti di sfogo e pilastri che ancora si vedono in facciata. Queste strutture di sostegno arrivano fino al solaio del quarto piano, dove si aprono finestrelle, denotando come la struttura dell'edificio sia rimasta piuttosto immutata nella distribuzione degli ambienti dai tempi del XII-XIII secolo quando fu edificata. Una particolarità è l'uso del calcare di San Giuliano come pietra, più pregiato della verrucana, che denota la ricchezza dei primi proprietari.